# باشگاه فوتبال احد
باشگاه فوتبال احد (عربی: نادی احد) یک باشگاه فوتبال واقع در شهر مدینه در عربستان سعودی است و اکنون در لیگ دسته اول فوتبال عربستان سعودی حضور دارد.
این باشگاه فوتبال در سال ۱۹۳۶ تأسیس شد.